# Istigobius hoesei
Istigobius hoesei es una especie de peces de la familia de los Gobiidae en el orden de los Perciformes.

## Morfología
Los machos pueden llegar a alcanzar los 6 cm de longitud total.

## Distribución geográfica
Se encuentran en las bahías cercanas a Sídney (Nueva Gales del Sur, Australia) y, probablemente también, en Guadalcanal (Islas Salomón)

## Observaciones
Es inofensivo para los humanos.